# Pontoon Beach
Pontoon Beach est une ville de l'Illinois, dans le comté de Madison aux États-Unis.